# Francis Hong Yong-ho
Francis Hong Yong-ho (ur. 12 października 1906 w Heijo, data i miejsce śmierci nieznane) – koreański duchowny katolicki, biskup Pjongjangu.

## Życiorys
Święcenia kapłańskie otrzymał 25 maja 1933, po czym pracował w diecezji piongjańskiej. W marcu 1944 roku został mianowany wikariuszem apostolskim Pjongjangu, z biskupią stolicą tytularną Auzia; sakrę biskupią przyjął 29 czerwca 1944 roku z rąk Bonifatiusa Sauera. 10 marca 1962 roku, wraz z nadaniem Pjongjangowi rangi diecezji przez papieża Jana XXIII, został jej pierwszym biskupem. 
Po podziale państw koreańskich był wielokrotnie prześladowany przez władze Korei Północnej. Został aresztowany w 1949 roku i od tego czasu brak o nim wiadomości. Prawdopodobnie albo został zabity w czasie prześladowań religijnych albo zmarł w obozie reedukacyjnym (uwzględniając podeszły wiek). Wobec braku dowodów śmierci do roku 2013 figurował na listach watykańskich jedynie jako zaginiony (od 1975 roku administratorami diecezji są kolejni arcybiskupi Seulu). Obecnie jest uznany przez Stolicę Apostolską za zmarłego.